# Amai una donna
Amai una donna (I Loved a Woman) è un film statunitense del 1933 diretto da Alfred E. Green.